# Leptospiraceae
Leptospiraceae é uma família de bactérias da ordem Spirochaetales.
Engloba gêneros diversos, incluindo o Leptospira.